# Lénine à Paris
Pour plus de détails, voir Fiche technique et Distribution.
Lénine à Paris (en russe : Ленин в Париже) est un film soviétique de Sergueï Ioutkhevitch sorti en 1981.

## Synopsis
Le film relate le séjour passé par le révolutionnaire russe Vladimir Ilitch Lénine à Paris en 1911. Il raconte l'organisation de la première école du parti dans la banlieue de Longjumeau. Au centre des événements se trouve l'un des stagiaires, Alexandre Trofimov, qui est formé par Inès Armand.
À la fin, les participants de la révolution d'Octobre débattent symboliquement avec les étudiants parisiens révoltés de Mai 68.

## Fiche technique
- Titre : Lénine à Paris
- Réalisateur : Sergueï Ioutkhevitch
- Second réalisateur : Léonide Eidline (ru)
- Scénario : Sergueï Ioutkhevitch, Evgueni Gabrilovitch
- Photographie : Nikolaï Nemoliaev (ru), Boris Travkine (ru)
- Direction artistique : Lioudmila Koussakova
- Compositeur : Grigori Frid
- Costumes : Svetlana Bachlykova
- Son : Aleksandre Pagossian, Igor Maïorov
- Montage : Lioudmila Kniazeva
- Chef d'orchestre : Emin Khatchatourian
- Producteur exécutif : Eric Weisberg
- Studio de production : Mosfilm
- Durée : 104 minutes
- Format : Mono - 35 mm - Couleur
- Date de sortie : 18 octobre 1981

## Distribution
- Youri Kaïourov : Vladimir Ilitch Lénine
- Claude Jade : Inès Armand
- Vladimir Antonik : Alexandre Trofimov
- Valentina Svetlova : Nadejda Kroupskaïa
- Pavel Kadotchnikov : Paul Lafargue
- Antonina Maximova : Laura Lafargue
- Boris Ivanov : Chitomirski
- Albert Filozov : un anarchiste
- Galina Beliaïeva : une étudiante
- Sergueï Pojarski : Montéhus
- Elena Koreneva : la chanteuse chez Montéhus
- Olegar Feodoro : le peintre à Montmartre
- Patrick Préjean : conducteur de voiture lors d'un accident devant Au Singe violet

## Production
Outre la distribution russe, Ioutkhevitch voulait engager une actrice française. Il avait remarqué Claude Jade en Christine Darbon dans le cycle de films de François Truffaut : Baisers volés (1968), Domicile conjugal (1970) et L'Amour en fuite (1978) ainsi que dans le téléfilm shakespearien Le Songe d'une nuit d'été (1969) de Jean-Christophe Averty. Jade, qui ne parlait pas russe, dut apprendre ses dialogues par cœur.
Il n'était pas possible pour le personnage officiel de Lénine d'aimer Inès Armand au cinéma. Le scénario de Gavrilovitch et Ioutkhevitch contenait initialement une scène d'amour avec Inès qui sera supprimée. Elle est remplacée par un dialogue. Ils ont probablement eu une liaison. Mais le régime soviétique qui appliquait une censure stricte a interdit cette scène. Trofimov, héros du film, tombe amoureux d'Inès Armand, rôle joué par l'actrice française Claude Jade.[réf. nécessaire]